# Vision de Constantin
 (mars 2024).
La mise en forme du texte ne suit pas les recommandations de Wikipédia : il faut le « wikifier ».
Les points d'amélioration suivants sont les cas les plus fréquents. Le détail des points à revoir est peut-être précisé sur la page de discussion.
- Les titres sont pré-formatés par le logiciel. Ils ne sont ni en capitales, ni en gras.
- Le texte ne doit pas être écrit en capitales (les noms de famille non plus), ni en gras, ni en italique, ni en « petit »…
- Le gras n'est utilisé que pour surligner le titre de l'article dans l'introduction, une seule fois.
- L'italique est rarement utilisé : mots en langue étrangère, titres d'œuvres, noms de bateaux, etc.
- Les citations ne sont pas en italique mais en corps de texte normal. Elles sont entourées par des guillemets français : « et ».
- Les listes à puces sont à éviter, des paragraphes rédigés étant largement préférés. Les tableaux sont à réserver à la présentation de données structurées (résultats, etc.).
- Les appels de note de bas de page (petits chiffres en exposant, introduits par l'outil «  Source ») sont à placer entre la fin de phrase et le point final[comme ça].
- Les liens internes (vers d'autres articles de Wikipédia) sont à choisir avec parcimonie. Créez des liens vers des articles approfondissant le sujet. Les termes génériques sans rapport avec le sujet sont à éviter, ainsi que les répétitions de liens vers un même terme.
- Les liens externes sont à placer uniquement dans une section « Liens externes », à la fin de l'article. Ces liens sont à choisir avec parcimonie suivant les règles définies. Si un lien sert de source à l'article, son insertion dans le texte est à faire par les notes de bas de page.
- La présentation des références doit suivre les conventions bibliographiques. Il est recommandé d'utiliser les modèles {{Ouvrage}}, {{Chapitre}}, {{Article}}, {{Lien web}} et/ou {{Bibliographie}}. Le mode d'édition visuel peut mettre en forme automatiquement les références.
- Insérer une infobox (cadre d'informations à droite) n'est pas obligatoire pour parachever la mise en page.

Pour une aide détaillée, merci de consulter Aide:Wikification.
Si vous pensez que ces points ont été résolus, vous pouvez retirer ce bandeau et améliorer la mise en forme d'un autre article.
La Vision de Constantin est une peinture à la détrempe réalisée par le peintre et orfèvre grec Stylianós Stavrákis. Stavrakis est un représentant majeur de l’école de l'Heptanèse. Beaucoup de ses œuvres sont achevées sur les îles Ioniennes, notamment à Zante. Il était actif dans les années 1700. Il appartenait à une importante famille de peintres. Son élève était son neveu, le célèbre peintre grec Demetrios Stavrakis.
L’empereur Constantin le Grand et son armée étaient en guerre contre un des augustes d’Occident, Maxence. Selon la légende, avant la bataille du pont Milvius, Constantin aurait prié avec son armée et une croix serait apparue dans le ciel. Selon Eusèbe de Césarée, il aurait reçu une révélation du Christ. « une croix de lumière dans le ciel à midi et un écrit indiquant [Ἐν τούτῳ νίκα (prononciation : En to tow nika) en latin : In hoc signo vinces] qu’il vaincrait par ce signe. Constantin implora la protection de ce Dieu, Le pria de Se faire connaître à lui et de l’assister dans l’état où se trouvaient ses affaires. Pendant qu’il faisait cette prière, il eut une merveilleuse vision et qui paraîtrait peut être incroyable, si elle était rapportée par un autre. » Dans l’interprétation de Stavraki, un ange apparaît en jouant du cor. Une croix est également présente. L’empereur Constantin et ses troupes furent certainement stupéfiés par le phénomène. Constantin fut victorieux à la bataille du pont Milvius. Après sa victoire, il fut couronné nouvel empereur d’Occident. Il entre triomphalement à Rome. Sa victoire marque la fin de la persécution des chrétiens. D’innombrables œuvres illustrant l’événement miraculeux ont été réalisées par des artistes grecs et italiens.
Une version plus populaire de ce thème a été réalisée par les élèves de Raphaël peu de temps après sa mort. Cette œuvre est intitulée La Vision de la Croix. Le célèbre peintre grec Ilías Móskos a également réalisé une remarquable version de La Vision de Constantin (Moskos). Le travail de Moskos a influencé le peintre Stavrakis. De plus, le sculpteur italien Le Bernin a réalisé une sculpture équestre de Constantin. Les peintures de Moskos et de Stavrakis ressemblent au magnifique travail du Bernin. L’œuvre de Stavrakis fait partie de la collection du Musée byzantin et chrétien à Athènes. Le tableau de Moskos est conservé dans le même musée,.

## Histoire
La vision de Constantin est une peinture à la détrempe sur panneau de bois en forme d'arc. Voici les dimensions : la hauteur de l'œuvre est de 86 centimètres et la largeur est de 1 mètres et 74 centimètres. Le tableau a longtemps été utilisé pour remplir une arcade dans une église de l'île de Zante. Dans cette peinture, un grand nombre de navires sont présents dans l’eau alors que la bataille est sur le point de s’enclencher. Il est possible d'apercevoir une ville en arrière-plan. L'artiste peint soigneusement des structures qui laisse entrevoir une ville. À cause du contexte politique et historique, nous savons que cette ville est Rome. Le cheval de Constantin est accueilli par un soldat ou un palefrenier. Ce palefrenier est vêtu de vêtements ostentatoires.
L’or de la tenue militaire de Constantin est représentatif du Royaume céleste dont il descend. Le décor en or illustre la divinité majestueuse de Constantin. L’uniforme impérial de Constantin est orné de couleurs complexes et brillantes. Sa cape virevolte dans un décor qui semble flotter, comme si elle était dans une sorte d’apesanteur. Le cheval fait référence à une sculpture, car il repose sur ses pattes postérieures. Les gestes de la main de l’empereur ressemblent à ceux de Moskos et Stavraki dans leurs tableaux. Les deux œuvres ressemblent également à la statue équestre de Constantin du Bernin. Les trois versions de La Vision de Constantin transmettent un geste de prière unique. Un ange est derrière Constantin et il joue du cor tandis qu'il regarde une croix dans le ciel avec la célèbre inscription grecque. Ἐν τούτῳ νίκα (En tow nika) la traduction est « par ce signe, vous vaincrez ».

## Galerie

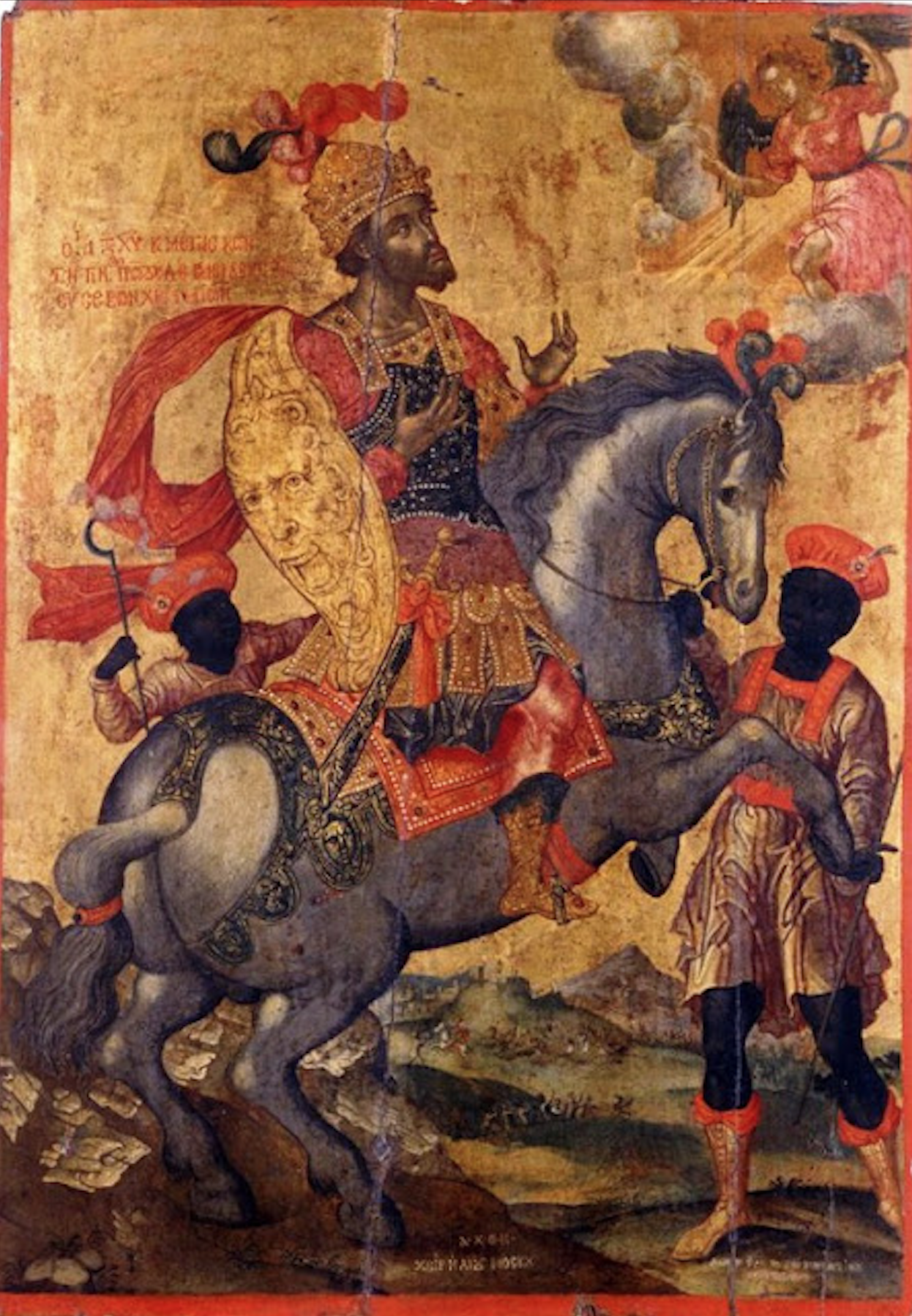
La vision de Constantin Elias Moskos
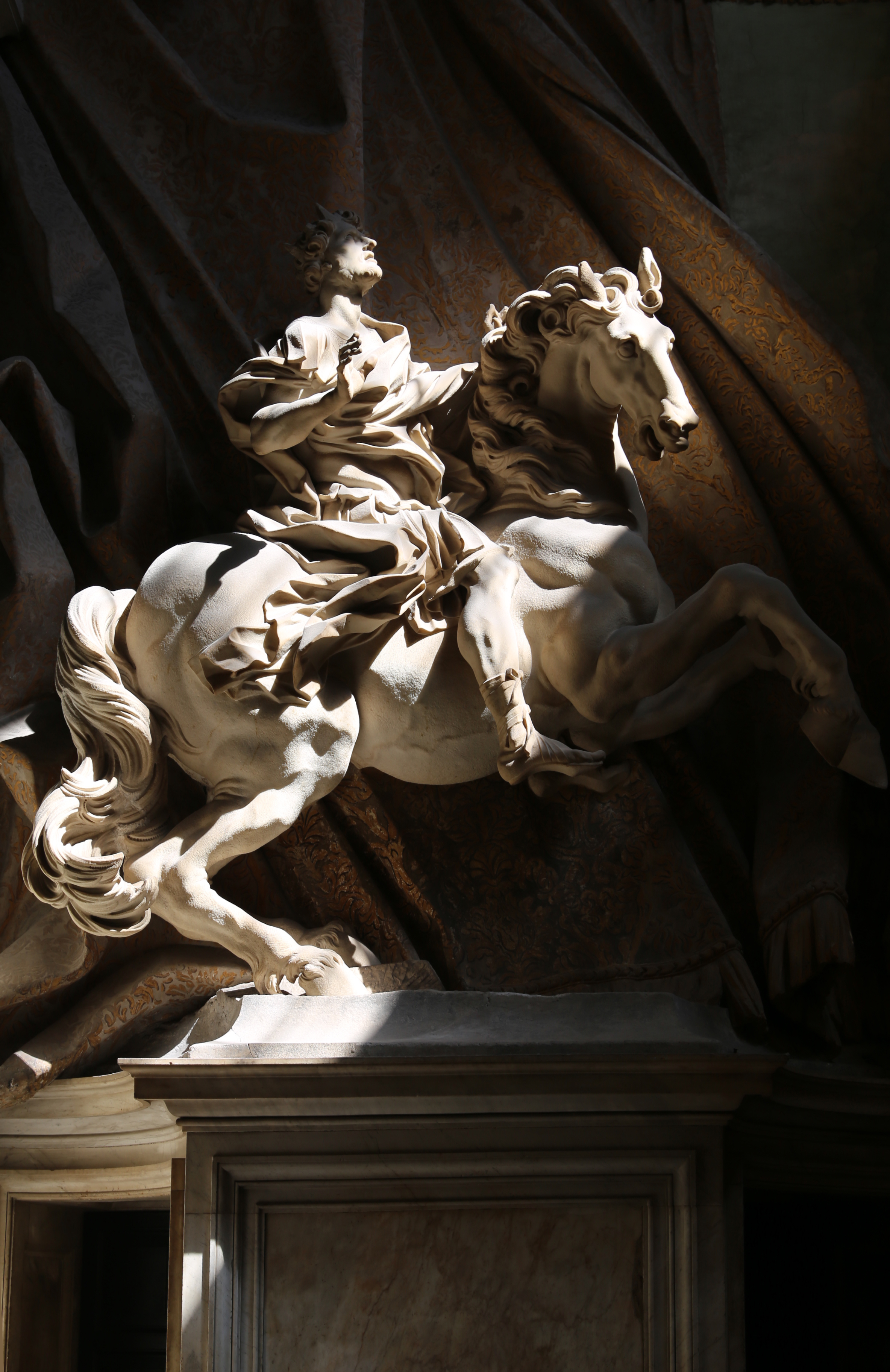
Constantin, Le Bernin
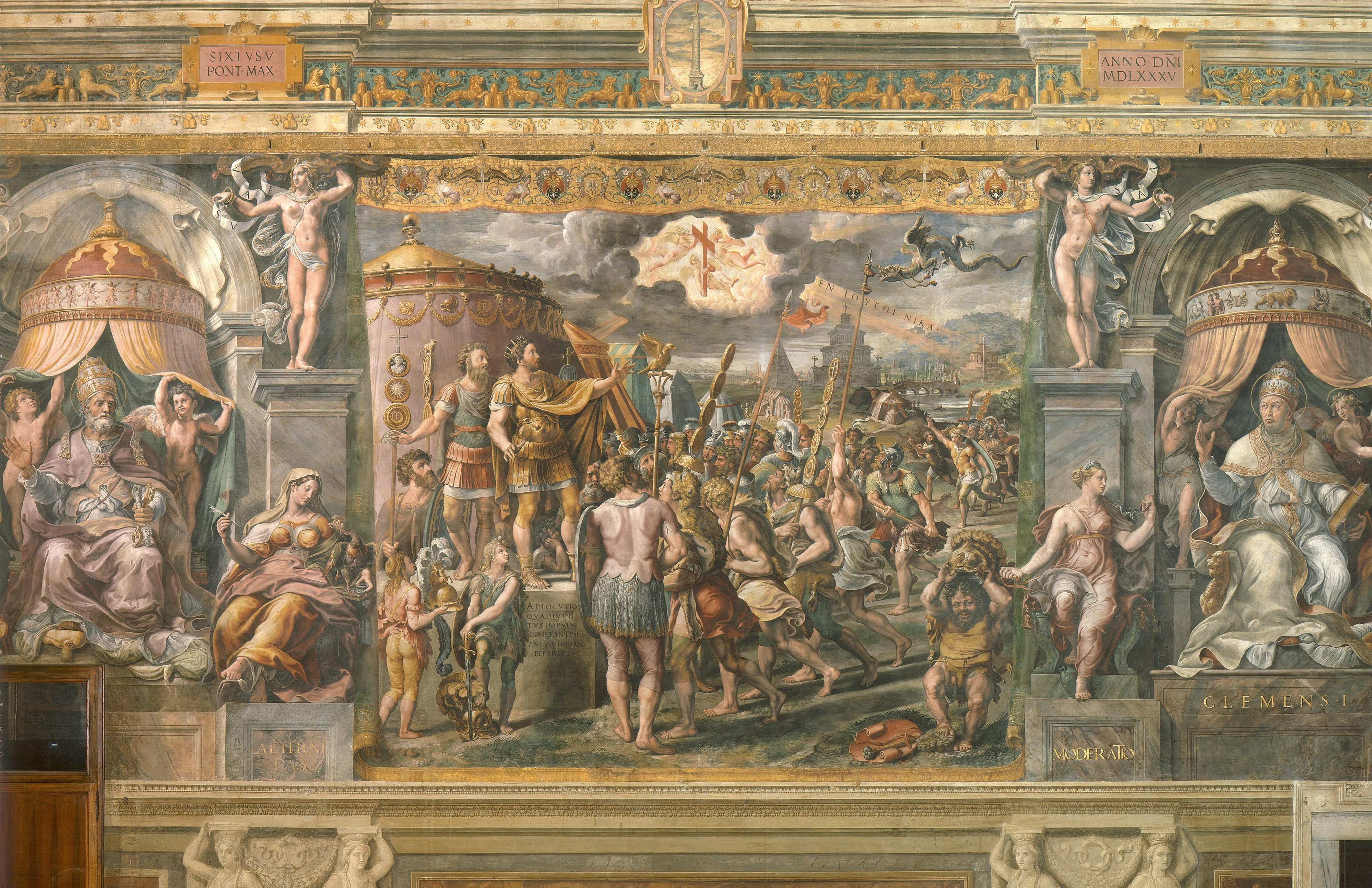
La vision de la Croix peinte entre 1520 et 1524 par les élèves de Raphaël